# Calmoduline

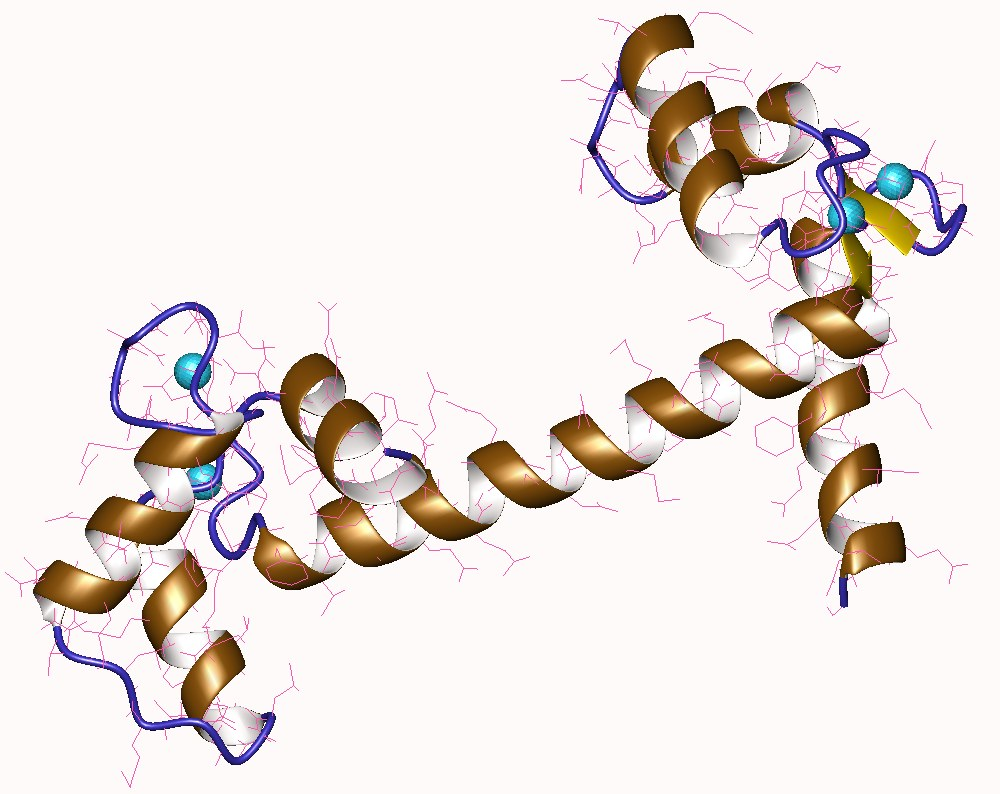
Structure d'une calmoludine humaine.

La calmoduline (CaM, abréviation pour calcium-modulated protein) est une calciprotéine ubiquitaire, capable de s'associer aux ions calcium présents dans le milieu cellulaire. Elle possède en effet quatre motifs en main EF, chacun étant capable de s'associer avec un atome de calcium.

## Structure
Elle comprend 148 acides aminés ave 4 sites de fixation de calcium , constituant deux sous-unités globulaires.

## Rôles
La liaison avec l'ion calcium induit un changement de conformation de la protéine et forme un complexe calcium-calmoduline (Ca2+-CaM). Ce complexe permet l'activation, par changement de conformation, de nombreuses protéines, dont l'adénylate cyclase. 
Elle fait partie de plusieurs canaux ioniques modulés par le calcium, dont le KCNQ1, canal potassique dont la dysfonction provoque certains troubles du rythme cardiaque. Le complexe Ca2+/calmoduline assure la régulation de la protéine kinase Ca2+/calmoduline-dépendante.
La plupart des calmodulines sont capables de fixer quatre ions Ca2+ par liaison coopérative.
La calmoduline possède un rôle dans le métabolisme énergétique en se liant à la phosphorylase kinase afin d'activer la glycogénolyse. Ayant par ailleurs une structure homologue à 70 % à celle de la troponine C, elle permet la synchronisation de la contraction musculaire et de la glycogénolyse.
Dans une microvillosité, le faisceau serré de microfilaments est lié à la membrane cytoplasmique sur toute sa longueur par la myosine de type I associée à la calmoduline, formant ainsi des ponts protéiques.

## Les gènes
La calmoduline humaine est codée par trois gènes, CALM1, CALM2 et CALM3, respectivement situés sur les chromosomes 14, 2 et 19.

## Rôle dans les maladies humaines
Les mutations d'un des gènes peuvent provoquer des troubles du rythme cardiaque graves chez l'enfant. Cela est du à une prolongation de l'intervalle QT sur l'électrocardiogramme avec tachycardie ventriculaire polymorphe catécholergique polymoprhe habituellement résistante au traitement médicamenteux. Une thérapie génique (oligonucléides antisens) est en cours de développement pour le traitement de cette maladie.

## Protéines dérivées
Associée au peptide synthétique M13 et à deux protéines fluorescentes compatibles avec le phénomène de FRET (par exemple YFP et CFP), elle constitue une protéine synthétique dite « Caméléon » en raison du changement de couleur lié à la fixation du calcium.
De même, associée au peptide M13 et à une EGFP permutée circulairement (cpEGFP), elle constitue la protéine GCaMP.